# Calyptopsis merkli
Calyptopsis merkli (лат.) — вид жуков-чернотелок рода Calyptopsis из трибы Tentyriini (Pimeliinae). Вид назван в честь венгерского энтомолога Отто Меркля (Ottó Merkl), который оказал помощь в получении обширного материала Calyptopsis для изучения.

## Распространение
Иран (провинции Бойерахмед и Йезд).

## Описание
Жуки длиной около 1 см. Новый вид наиболее сходен с C. schach по форме головы и переднеспинки, но отличается более редкими круглыми точками на голове (у C. schach голова и переднеспинка умеренно плотно покрыты крупными удлиненными точками); в мезовентрите покрыт круглыми ямками (у C. schach мезовентрит густо покрыт сильно удлиненными скобовидными ямками), а также в строении гениталий самца. Вид был впервые описан в 2019 году российскими энтомологами Светланой Николаевной Чиграй (Волобоевой) и Евгением Васильевичем Абакумовым (Санкт-Петербургский государственный университет, Санкт-Петербург).